# Brzozowo (województwo pomorskie)
Brzozowo (kaszub. Brzozowò) – wieś kaszubska w Polsce położona w województwie pomorskim, w powiecie bytowskim, w gminie Lipnica. Siedziba sołectwa Brzozowo, w którego skład wchodzi również Pupkowo i Szpręgelówka. W latach 1975–1998 wieś administracyjnie należała do województwa słupskiego.
| SIMC    | Nazwa        | Rodzaj    |
| ------- | ------------ | --------- |
| 0746857 | Pupkowo      | część wsi |
| 0746863 | Szpręgelówka | część wsi |

W okresie II Rzeczypospolitej stacjonowała tu placówka II linii Straży Granicznej Inspektoratu Granicznego nr 7 „Chojnice”